# Hallangiidae
Famille
Les Hallangiidae sont une famille de l'embranchement des Acoela.

## Liste desgenres
- Aechmalotus Beklemischev, 1915
- Hallangia Westblad, 1946

## Référence
- Westblad, 1946 : Studien ueber skandinavische Turbellaria Acoela. IV. Arkiv för Zoologi utgivet av Kongliga Svenska Vetenskapsakademien Band 38A-1 PP. 1-56.